# Ligne Tosa Kuroshio Sukumo
La ligne Tosa Kuroshio Tetsudō Sukumo (土佐くろしお鉄道宿毛線, Tosa Kuroshio Tetsudō Sukumo-sen) est une ligne de train japonaise exploitée par la société semi-publique Tosa Kuroshio Railway opérant de Shimanto à Sukumo. La ligne se trouve entièrement dans la préfecture de Kōchi.

## Histoire
Afin de desservir la ville de Sukumo, la TKR décide en 1986 de construire la ligne Sukumo avec l'aide la JNR, mais ce projet fut abandonné. En début d'année 1987, la compagnie obtient la licence d’exploitation de la ligne Sukumo et commença à construire la ligne reliant Nakamura à la future gare de Sukumo. La ligne ouvre finalement le 1er octobre 1997. En 2005, l'accident ferroviaire de Sukumo cause la mort d'une personne et en blesse 11.

## Caractéristiques

### Ligne
La ligne exploitée par la Tosa Kuroshio Railway, d'une longueur de 23,6 km, comprend huit gares entre Nakamura et Sukumo avec une distance moyenne de 3,37 km entre chaque gare. La ligne est totalement non électrifiée à écartement étroit et à voie unique. La ligne est symbolisée par la couleur  et les gares par la marque TK.
- La vitesse maximale est de 120 km/h.
- La pente maximale le long de la ligne est de 25 ‰

### Liste des gares
| Gare                      | Numéro de gare | Distance entre chaque gare | Distance depuis Nakamura | Correspondance       | Localisation | Localisation        |
| ------------------------- | -------------- | -------------------------- | ------------------------ | -------------------- | ------------ | ------------------- |
| Nakamura 『中村』         | TK40           | -                          | 0                        | TKR : Ligne Nakamura | Shimanto     | Préfecture de Kōchi |
| Gudō 『具同』             | TK41           | 3,2                        | 3,2                      |                      | Shimanto     | Préfecture de Kōchi |
| Kunimi 『国見』           | TK42           | 3,0                        | 6,2                      |                      | Shimanto     | Préfecture de Kōchi |
| Arioka 『有岡』           | TK43           | 5,4                        | 11,6                     |                      | Shimanto     | Préfecture de Kōchi |
| Kōgyō-Danchi 『工業団地』 | TK44           | 3,1                        | 14,7                     |                      | Sukumo       | Préfecture de Kōchi |
| Hirata 『平田』           | TK45           | 0,6                        | 15,3                     |                      | Sukumo       | Préfecture de Kōchi |
| Higashi-Sukumo 『東宿毛』 | TK46           | 6,9                        | 22,2                     |                      | Sukumo       | Préfecture de Kōchi |
| Sukumo 『宿毛』           | TK47           | 1,4                        | 23,6                     |                      | Sukumo       | Préfecture de Kōchi |

## Matériel roulant

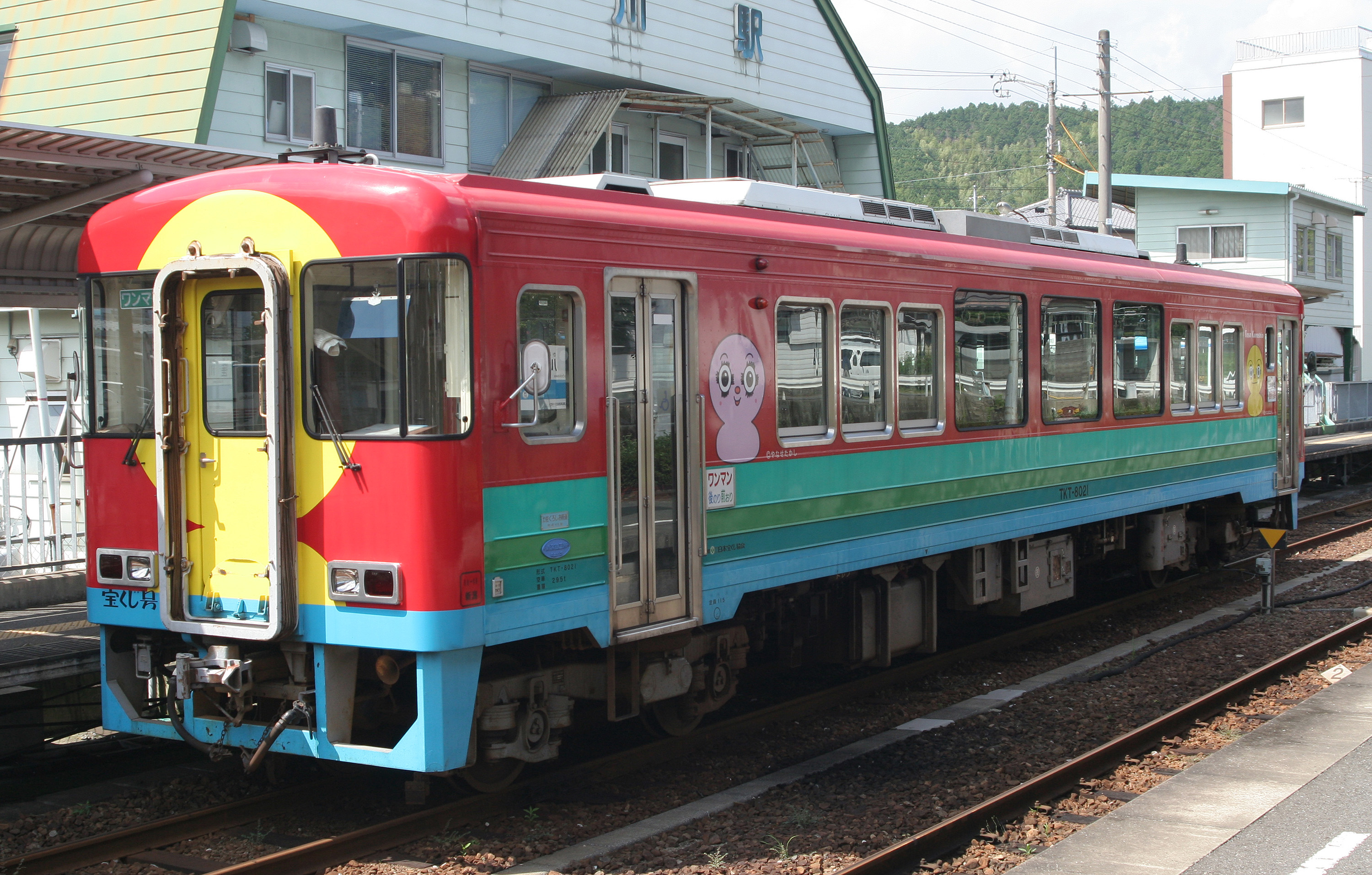
Autorail série 8000
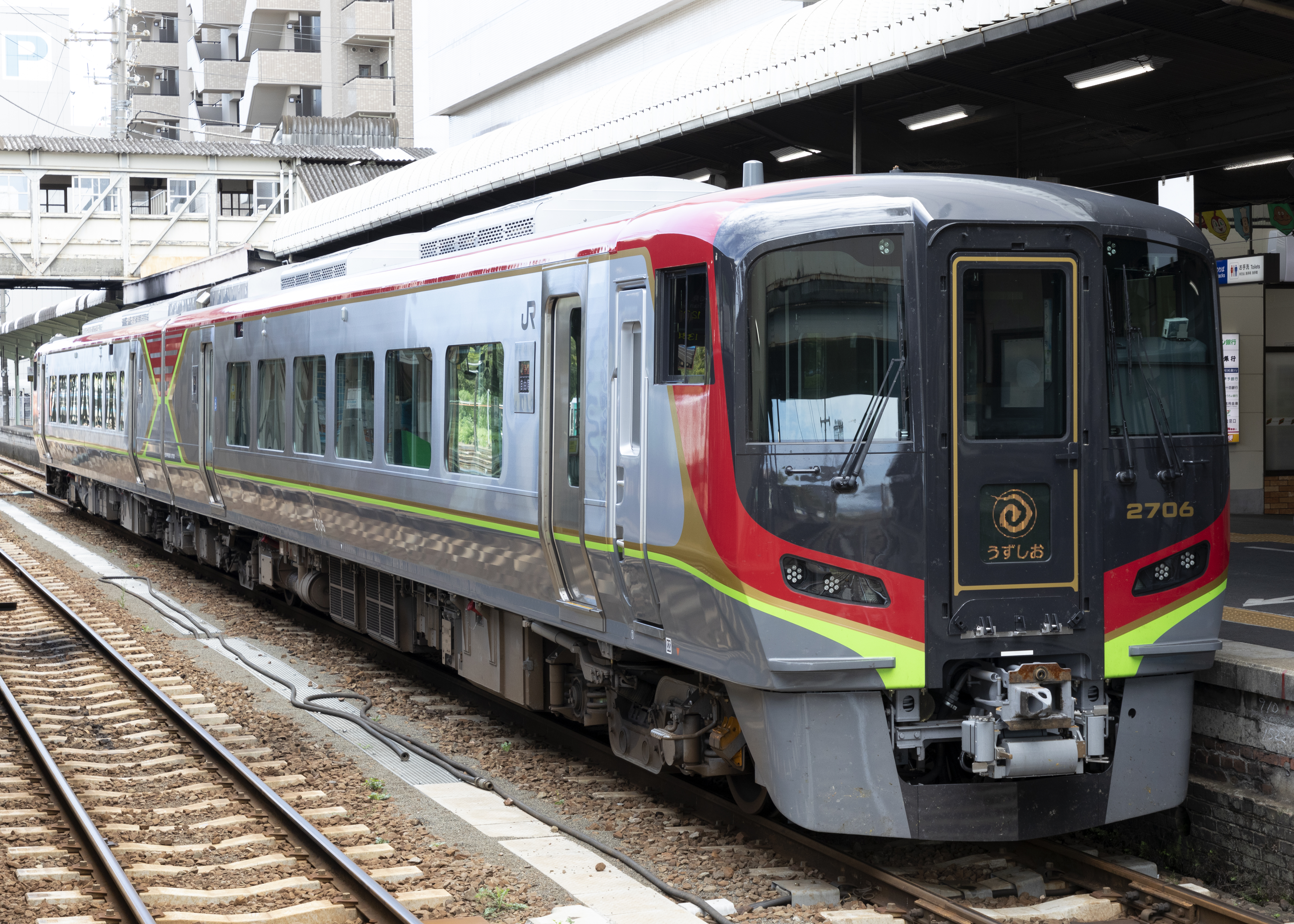
Rame JR Shikoku série 2700